# Puyrolland
Puyrolland là một xã ở tỉnh Charente-Maritime thuộc vùng Nouvelle-Aquitaine tây nam nước Pháp.

## Dân số
| Năm  | Population | Density |
| ---- | ---------- | ------- |
| 1962 | 183        | -       |
| 1968 | 245        | -       |
| 1975 | 246        | -       |
| 1982 | 198        | -       |
| 1990 | 209        | -       |
| 1999 | 193        | 14/km²  |

- Xã của tỉnh Charente-Maritime